# Veligandu
Veligandu är en ö i Rasdhooatollen i Maldiverna. Den ligger i den nordvästra delen av landet, 60 km väster om huvudstaden Malé. Den tillhör den administrativa atollen Alif Alif.
På ön finns en turistanläggning, men ingen fastboende befolkning, varför ön officiellt räknas som obebodd. 
Tropiskt monsunklimat råder i trakten. Årsmedeltemperaturen i trakten är 25 °C. Den varmaste månaden är mars, då medeltemperaturen är 28 °C, och den kallaste är januari, med 25 °C. Genomsnittlig årsnederbörd är 2 030 millimeter. Den regnigaste månaden är maj, med i genomsnitt 372 mm nederbörd, och den torraste är januari, med 37 mm nederbörd.